# 플래닛 포크스
《플래닛 포크스》(일본어: プラネットフォークス 푸라넷토포쿠스[*])는 일본의 록 밴드 ASIAN KUNG-FU GENERATION의 10번째 정규 음반이다. 2022년 3월 30일에 Ki/oon Music을 통해 발매되었다.

## 출시
이 앨범은 2022년 3월 30일에 일본에서 발매되었다. 노래 〈엠파시〉(エンパシー)와 〈플라워즈〉(フラワーズ)는 싱글로 발매되었으며 영화 《나의 히어로 아카데미아 더 무비: 월드 히어로즈 미션》에 사용되었다. 〈다이얼로그〉(ダイアローグ)와 〈만지고 싶어 확인하고 싶어〉(触れたい 確かめたい)도 2020년 싱글로 발매되었다.

## 수록곡
전체 작사: 고토 마사후미
| #            | 제목                                                                          | 작곡                           | 재생 시간 |
| ------------ | ----------------------------------------------------------------------------- | ------------------------------ | --------- |
| 1.           | 〈You To You (feat. ROTH BART BARON)〉                                        | 고토 마사후미, 야마다 타카히로 | 4:01      |
| 2.           | 〈解放区〉 (Kaihōku)                                                          | 고토 마사후미, 야마다 타카히로 | 4:16      |
| 3.           | 〈Dororo〉                                                                    | 고토 마사후미, 야마다 타카히로 | 2:41      |
| 4.           | 〈エンパシー〉 (Empathy)                                                      | 고토 마사후미                  | 4:42      |
| 5.           | 〈ダイアローグ〉 (Dialogue)                                                   | 고토 마사후미                  | 4:32      |
| 6.           | 〈De Arriba〉                                                                 | 고토 마사후미                  | 4:42      |
| 7.           | 〈フラワーズ〉 (Flowers)                                                      | 고토 마사후미                  | 5:19      |
| 8.           | 〈星の夜、ひかりの街 (feat. Rachel & OMSB)〉 (Hoshi no Yoru, Hikari no Machi) | 고토 마사후미                  | 5:08      |
| 9.           | 〈触れたい 確かめたい (feat. 塩塚モエカ)〉 (Furetai Tashikametai)             | 고토 마사후미                  | 4:37      |
| 10.          | 〈雨音〉 (Amaoto)                                                             | 고토 마사후미, 야마다 타카히로 | 3:43      |
| 11.          | 〈Gimme Hope〉                                                                | 고토 마사후미                  | 4:57      |
| 12.          | 〈C’mon〉                                                                     | 고토 마사후미                  | 3:54      |
| 13.          | 〈再見〉 (Zai Jian)                                                           | 고토 마사후미                  | 3:26      |
| 14.          | 〈Be Alright〉                                                                | 고토 마사후미, 야마다 타카히로 | 4:00      |
| 총 재생 시간 | 총 재생 시간                                                                  | 총 재생 시간                   | 60:04     |